# Entomophthora pseudococci
Entomophthora pseudococci är en svampart som beskrevs av Speare 1912. Entomophthora pseudococci ingår i släktet Entomophthora och familjen Entomophthoraceae.   Inga underarter finns listade i Catalogue of Life.